# Canton de Grasse-2
Le canton de Grasse-2 est une circonscription électorale française du département des Alpes-Maritimes, créée par le décret du 24 février 2014 et entrée en vigueur lors des élections départementales de 2015.

## Histoire
Un nouveau découpage territorial des Alpes-Maritimes entre en vigueur en mars 2015, défini par le décret du 24 février 2014, en application des lois du 17 mai 2013 (loi organique 2013-402 et loi 2013-403). Les conseillers départementaux sont, à compter de ces élections, élus au scrutin majoritaire binominal mixte. Les électeurs de chaque canton élisent au Conseil départemental, nouvelle appellation du Conseil général, deux membres de sexe différent, qui se présentent en binôme de candidats. Les conseillers départementaux sont élus pour six ans au scrutin binominal majoritaire à deux tours, l'accès au second tour nécessitant 12,5 % des inscrits au premier tour. En outre la totalité des conseillers départementaux est renouvelée. Ce nouveau mode de scrutin nécessite un redécoupage des cantons dont le nombre est divisé par deux avec arrondi à l'unité impaire supérieure si ce nombre n'est pas entier impair, assorti de conditions de seuils minimaux. Dans les Alpes-Maritimes, le nombre de cantons passe ainsi de 52 à 27. Le canton de Grasse-2 fait partie des quatorze nouveaux cantons du département, les treize autres cantons portant la dénomination d'un ancien canton, mais avec des limites territoriales différentes.

## Représentation
| Période élective | Période élective | Mandat | Mandat   | Identité                 | Nuance | Nuance | Qualité                                                                                            |
| ---------------- | ---------------- | ------ | -------- | ------------------------ | ------ | ------ | -------------------------------------------------------------------------------------------------- |
| 2015             | 2021             | 2015   | 2021     | Marie-Louise Gourdon     |        | PS     | Adjointe au maire de Mouans-Sartoux Ancienne conseillère générale du canton de Mougins (2008-2015) |
| 2015             | 2021             | 2015   | 2021     | Jean-Raymond Vinciguerra |        | EELV   | Ancien conseiller général du canton de Grasse-Sud (1998-2015)                                      |
| 2021             | 2028             | 2021   | en cours | Marie-Louise Gourdon     |        | PS     | Conseillère sortante, adjointe au maire de Mouans-Sartoux                                          |
| 2021             | 2028             | 2021   | en cours | Mathieu Panciatici       |        | EELV   | Assistant d'éducation à Grasse                                                                     |

### Résultats détaillés

#### Élections de mars 2015
À l'issue du premier tour des élections départementales de 2015, deux binômes sont en ballottage : Marie-Louise Gourdon et Jean-Raymond Vinciguerra (PS, 32,58 %) et Mireille Bancel et Domenico Cotrone (FN, 31,6 %). Le taux de participation est de 49,59 % (13 990 votants sur 28 211 inscrits) contre 48,55 % au niveau départemental et 50,17 % au niveau national.

#### Élections de juin 2021
Le premier tour des élections départementales de 2021 est marqué par un très faible taux de participation (33,26 % au niveau national). Dans le canton de Grasse-2, ce taux de participation est de 31,94 % (9 547 votants sur 29 895 inscrits) contre 34,55 % au niveau départemental. À l'issue de ce premier tour, deux binômes sont en ballottage : Marie-Louise Gourdon et Mathieu Panciatici (Union à gauche avec des écologistes, 35,54 %) et Liliane Tomas et Jean-Yves Tussy (RN, 23,28 %).
Le second tour des élections est marqué une nouvelle fois par une abstention massive équivalente au premier tour. Les taux de participation sont de 34,3 % au niveau national, 37,61 % dans le département et 34,53 % dans le canton de Grasse-2. Marie-Louise Gourdon et Mathieu Panciatici (Union à gauche avec des écologistes) sont élus avec 67,73 % des suffrages exprimés (6 695 voix pour 10 324 votants et 29 901 inscrits),,.

## Composition
Le canton de Grasse-2 est composé de la commune de Mouans-Sartoux et d'une fraction de la commune de Grasse : la partie de la commune de Grasse non incluse dans le canton de Grasse-1.
| Nom                            | Code Insee | Intercommunalité     | Superficie (km2) | Population (dernière pop. légale)                | Densité (hab./km2) | Modifier                                    |
| ------------------------------ | ---------- | -------------------- | ---------------- | ------------------------------------------------ | ------------------ | ------------------------------------------- |
| Grasse (bureau centralisateur) | 06069      | CA du Pays de Grasse | 44,44            | Fraction : 30 434 (2022) Commune : 48 669 (2022) | 1 095              | modifier les données · modifier les données |
| Mouans-Sartoux                 | 06084      | CA du Pays de Grasse | 13,52            | 10 847 (2022)                                    | 802                | modifier les données · modifier les données |
| Canton de Grasse-2             | 0612       |                      |                  | 41 281 (2022)                                    |                    | modifier les données                        |

## Démographie
En 2022, le canton comptait 41 281 habitants, en évolution de +2,22 % par rapport à 2016 (Alpes-Maritimes : +2,85 %, France hors Mayotte : +2,11 %).
| 2013   | 2018   | 2022   |
| ------ | ------ | ------ |
| 40 613 | 39 417 | 41 281 |